# Nickelodeon Kids’ Choice Awards 1997

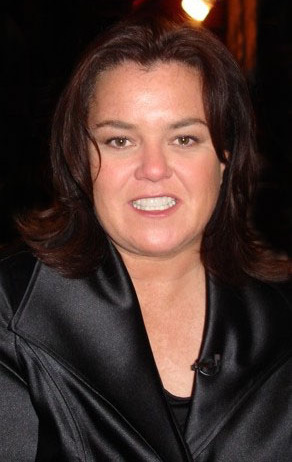
Prowadząca program - Rosie O'Donnell, 2006

10. gala Nickelodeon Kids’ Choice Awards odbyła się 19 kwietnia 1997 roku. Prowadzącą galę była Rosie O’Donnell.

## Prowadząca
Rosie O’Donnell

## Nominacje

### Film

#### Najlepszy aktor
- Jim Carrey (Telemaniak) (Zwycięstwo)
- Will Smith (Dzień Niepodległości)
- Robin Williams (Jack)
- Tom Cruise (Mission: Impossible)

#### Najlepsza aktorka
- Rosie O’Donnell (Harriet szpieg) (Zwycięstwo)
- Whoopi Goldberg (Eddie)
- Michelle Pfeiffer (Szczęśliwy dzień)
- Whitney Houston (Żona pastora)

#### Najlepsze zwierzę
- Pies Pongo (101 dalmatyńczyków) (Zwycięstwo)
- Delfin Flipper (Flipper)
- Pies Chance (Daleko od domu 2: Zagubieni w San Francisco)
- Kot Sassy (Daleko od domu 2: Zagubieni w San Francisco)

#### Najlepszy film
- Dzień Niepodległości (Zwycięstwo)
- Farciarz Gilmore
- Gruby i chudszy
- Twister

### Telewizja

#### Najlepsza kreskówka
- Pełzaki (Zwycięstwo)
- Ace Ventura: Psi detektyw
- Animaniacy
- Simpsonowie

#### Najlepszy aktor telewizyjny
- Tim Allen (Pan Złota Rączka) (Zwycięstwo)
- Jonathan Taylor Thomas (Pan Złota Rączka)
- LL Cool J (In the House)
- Michael J. Fox (Spin City)

#### Najlepsza aktorka telewizyjna
- Tia Mowry i Tamera Mowry (Jak dwie krople czekolady) (Zwycięstwo)
- Jennifer Aniston (Przyjaciele)
- Courteney Cox (Przyjaciele)
- Roseanne Barr (Roseanne)

#### Najlepszy serial
- Pan Złota Rączka (Zwycięstwo)
- All That
- Najzabawniejsze zwierzęta świata
- Gęsia skórka

### Pozostałe kategorie

#### Najlepsza gra wideo
- NBA Jam T.E. (Zwycięstwo)
- Diddy's Kong-Quest
- Super Mario 64
- Toy Story